# Маяк Уитлокс-Милл
Маяк Уитлокc-Милл (англ. Whitlocks Mill Light) — маяк, расположенный на правом берегу реки Сент-Круа, служащей границей между США и Канадой, округ Вашингтон, штат Мэн, США. Построен в 1892 году. Автоматизирован в 1969 году. Административно принадлежит городу Кале.

## История
Торговля и судоходство вдоль реки Сент-Круа, служащей границей между США и Канадой, были достаточно интенсивными, а город Кале был крупным центром лесной промышленности. Примерно в четырёх милях ниже Кале река делает крутой поворот, потому маяк был необходим в этом месте для безопасной навигации. Первый маяк, работавший с 1892 года, представлял собой фонарь, висящий на дереве, и его функционирование обеспечивал владелец близлежащей лесопильной фабрики Колин Дж. Уитлок. 4 марта 1907 года и 27 мая 1908 года Конгресс США, наконец, выделил средства на строительство полноценного маяка на этом месте. Строительство началось в 1909 году и завершилось в 1910. Маяк представлял собой цилиндрическую кирпичную башню высотой 7,6 метров, оборудованную линзой Френеля. Он получил своё название в честь Уитлока. Также были построены деревянный двухэтажный дом смотрителя, хозяйственное здание, противотуманная колокольня и небольшая котельная. Маяк был автоматизирован Береговой охраной США в 1969 году. После автоматизации, оригинальная линза Френеля была передана в Музей маяков штата Мэн в городе Рокленд.
В 1988 году он был включен в Национальный реестр исторических мест.

## Фотографии

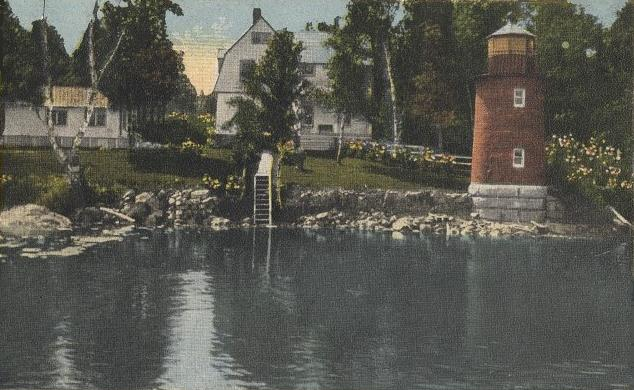
открытка 1916 года